# 356 (číslo)
Tři sta padesát šest je přirozené číslo, které následuje po čísle tři sta padesát pět a předchází číslu tři sta padesát sedm. Římskými číslicemi se zapisuje CCCLVI a řeckými číslicemi τνϛ.

## Matematika
356 je:
- Deficientní číslo
- Nešťastné číslo

## Astronomie
- (356) Liguria je planetka hlavního pásu, kterou objevil v roce 1893 Auguste Charlois

## Doprava
- Silnice II/356 je česká silnice II. třídy vedoucí na trase Podlažice – Luže – II/357[1][2]

## Ostatní
- +356 je mezinárodní telefonní předvolba Malty

## Roky
- 356
- 356 př. n. l.